# Список умерших в 843 году

## Апрель
- 19 апреля — Юдифь Баварская, вторая жена императора Франкского государства Людовика I Благочестивого.

## Май
- 24 мая — Рено д’Эрбо, граф д’Эрбо (ок. 835—843), граф де Пуатье (839—840), граф Нанта (841—843).

## Июнь
- 24 июня — Гунтард Нантский, епископ Нанта (835—843), священномученик и кефалофор.

## Дата смерти неизвестна или требует уточнения
- Аль-Мадаини, арабский историк.
- Ландульф I, первый граф Капуи (815—843), основатель династии, правившей в Капуе до 1058 года.
- Маэл Руанайд мак Доннхада, король Миде (833—843).
- Попел II, последний легендарный князь полян из династии Попелидов.
- Фергус мак Фотайд, король Коннахта (840—843).